# Castillo de Vera de Moncayo
El castillo de Vera de Moncayo fue un castillo gótico del siglo XIV construido sobre fortalezas anteriores y que se encuentra localizado en el municipio de Vera de Moncayo en la Provincia de Zaragoza muy cerca del monasterio de Veruela.

## Historia
Los restos que apreciamos hoy en día, corresponden probablemente a una construcción del siglo XIV Sabemos que anteriormente existía ya aquí otra fortaleza que en 1174 fue donada por Alfonso II de Aragón al Real Monasterio de Santa María de Veruela.

## Descripción
La zona arqueológica que nos ocupa, se sitúa en el extremo septentrional del conjunto cercado de Vera de Moncayo
El solar ocupa un espacio de unos treinta metros de eje en cuyo recinto podemos apreciar tres arranques de muro y una torre de planta cuadrada de seis metros de lado. Los muros están construidos en mampostería rellenados en el centro con tapial.